# ژرژ ژیل د لا تورت
ژرژ آلبر ادوار بروتوس ژیل دِ لا تورت (فرانسوی: [ʒɔʁʒ albɛʁ edwaʁ bʁytys ʒil də la tuʁɛt] ۳۰ اکتبر ۱۸۵۷ – ۲۲ مه ۱۹۰۴) عصب‌شناس فرانسوی و همنام سندرم تورت، نوعی بیماری عصبی که با تیک مشخص می‌شود، بود. زمینه‌های اصلی کار او بر روی موضوعات پزشکی هیپنوتیزم و هیستری انجام گرفت.
ژیل دِ لا تورت بزرگ‌ترین فرد از چهار فرزند درخانواده خود بود و در شهر کوچک سن‌ژروایس-لتروا-کلوشه در ناحیه شاتلرو، در نزدیکی شهر لودون (سال ۳۰ اکتبر ۱۸۵۷) به دنیا آمد.
در سال ۱۸۷۳، ژیل دو لا تورت در سن شانزده سالگی تحصیلات پزشکی را در پواتیه آغاز کرد. در سال ۱۸۸۱ به پاریس نقل مکان کرد و در آنجا تحصیلات خود را در بیمارستان لائنس ادامه داد.

## حرفه

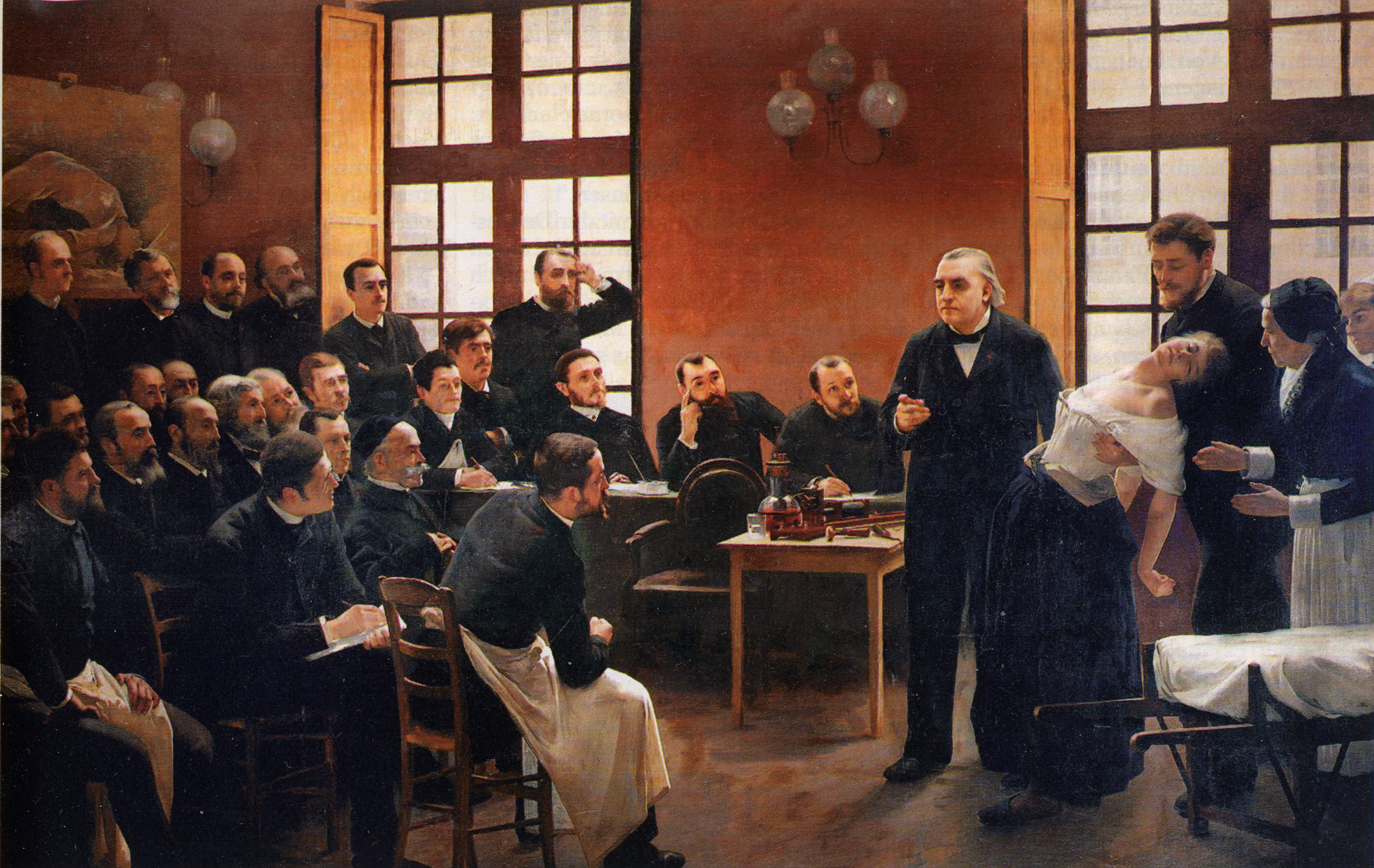
در یک درس بالینی در سالپتریر (۱۸۸۷)، نقاش فرانسوی آندره برویه سخنرانی پزشکی را با ژان مارتین شارکو و ژیل دو لا تورت (نشسته در جلو، دارای پیشبند) به تصویر می‌کشد.

ژیل د لا تورت دوره کارآموزی خود را در سال ۱۸۸۴ آغاز و با سرعت زیادی پیشرفت نمود و به انتشار، آموزش و تمرین پزشکی بالینی پرداخت. او دانش‌آموز، آمانوئنسیس و پزشک خانه مرشد خود، ژان مارتین شارکو، عصب‌شناس با نفوذ معاصر و مدیر بیمارستان سالپتریر بود. شارکو به او کمک کرد تا در حرفه آکادمیک خود پیشرفت کند. ژیل د لا تورت در زمینه روان درمانی، هیستری و پیامدهای پزشکی و حقوقی مسمریسم (هیپنوتیزم امروزی) مطالعه و سخنرانی کرد. همکاران و مورخان او را «شخصیتی بسیار باهوش، اگر چه خشمگین» توصیف کرده‌اند.
در سال ۱۸۸۴، شارکو از ژیل دو لا تورت خواست تا روی اختلالات حرکتی کار کند. اختلال لاته، میریاشیت، و «فرانسویان جهنده» بیماری‌هایی بودند که در آن زمان اخیراً توصیف شده بودند، و ژیل د لا تورت معتقد بود که این شرایط مرتبط اما متفاوت از رقصاک هستند. او علائم سندرم تورت را در یک بیمار توصیف و مشاهدات قبلی موارد مشابه را گردآوری کرد و در سال ۱۸۸۵، ۹ مورد دیگر را با استفاده از نام maladie des tics برای این اختلال منتشر کرد. شارکو بعدها به افتخار شاگردش نام این سندرم را به «بیماری ژیل دِ لا تورت» تغییر داد، اگرچه این اسم در بیمارستان سالپتریر مورد استقبال قرار نگرفت.
ژیل د لا تورت مقاله ای در مورد هیستری در ارتش آلمان منتشر کرد که خشم بیسمارک را برانگیخت. همچنین مقاله دیگری در مورد شرایط غیربهداشتی در بیمارستان‌های شناور در رودخانه تیمز نوشت. در قرن هفدهم او با گابریل لگوئه، روایتی از ژان دو آنژ و هیستری جمعی منتشر کرد که ظاهراً به دلیل عشق بی‌نتیجه او به کشیش اوربان گراندیه پدید آمده بود. این نوشته زمانی به نگارش درآمد که بسیاری از افراد در اروپا به دلایل انجام جادوگری سوزانده می‌شدند.

## زندگی شخصی و مرگ

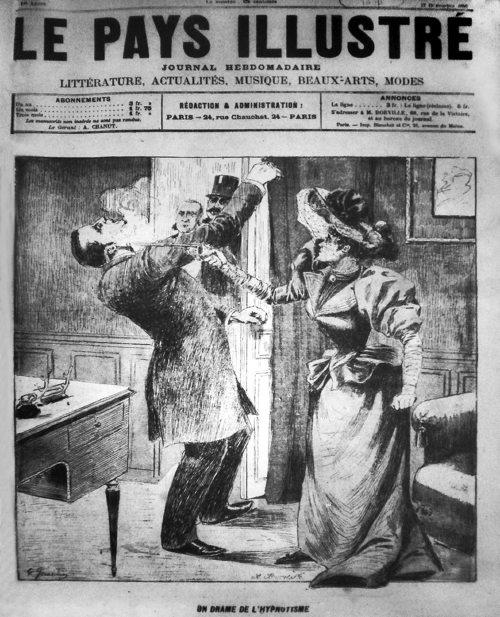
تصویری از تیراندازی به ژیل دو لا تورت در سال ۱۸۹۳

ژیل دو لا تورت در ۲ اوت ۱۸۸۷ با دختر عمویش ماری دیتروآ (۱۸۶۷–۱۹۲۲) در لودون ازدواج کرد. پل برواردل و شارکو شاهد مراسم ازدواج آنها بودند. این زوج چهار فرزند داشتند که یکی از آنها در کودکی فوت کرد.
در سال ۱۸۹۳، یک بیمار زن سابق، که بعداً مشخص شد روان‌پریشی دارد، به گردن ژیل د لا تورت شلیک و ادعا کرد که یکی از همکاران تورت او را برخلاف میلش هیپنوتیزم کرده‌است. کمی قبل از این واقعه نیز شارکو و پسر خردسالش نیز فوت کرده بودند. اگرچه او پس از تیراندازی انجام شده بهبود یافت و به کار و سازماندهی سخنرانی‌ها ادامه داد، پس از این اتفاقات، ژیل د لا تورت شروع به نشان دادن علائم افسردگی شدید کرد. پس از سال ۱۸۹۳، سلامت روانی او به طرز محسوسی کاهش یافت.
در سال ۱۹۰۱، پسر شارکو، ژان باپتیست، ژیل د لا تورت را با نیرنگی متقاعد کرد تا به سوئیس سفر کند و او را در بیمارستان روانی بستری کرد، در این بیمارستان تشخیص ابتلای ژیل د لا تورت به سیفلیس ثالثیه انجام گرفت. حال او با گذر زمان بدتر می‌شد و او را مجبور به استعفا از محل کارش کرد. با این حال همسر و همکارانش در مورد علل بستری شدنش اطلاعی نداشتند. او در ۲۲ مه ۱۹۰۴ با زوال عقل پیشرفته در بیمارستان روان‌پزشکی لوزان در کِری در اثر آنچه به عنوان تشنج وضعیتی شناخته شد، درگذشت. به همسرش اطلاع دادن که او در اثر آپوپلکسی فوت کرده‌است. لیز (۲۰۱۹) بیان می‌کند که «ژیل د لا تورت بر اثر فلج عمومی و جنون (سیفلیس عصبی) درگذشت».

## نوشته‌ها
ژیل د لا تورت شانزده مقاله در مورد هیستری منتشر کرد، از جمله:
- اخبار پزشکی، حالات نوراستنیک (پاریس ۱۸۹۸)
- درس‌های بالینی-درمانی بیماری‌های سیستم عصبی (پاریس ۱۸۹۸)
- هیپنوتیزم و موارد مشابه از دیدگاه پزشکی و حقوقی (پاریس، ۱۸۸۷؛ نسخه دوم پاریس ۱۸۸۹)
- اخبار پزشکی. اشکال بالینی و درمان میوزیت سیفلیس تشنجی (هفته‌نامه پزشکی ۱۸۹۹)
- رساله بالینی و درمانی هیستری بر اساس آموزه‌های سالپتریر (پاریس ۱۸۹۱)

### کتاب‌ها
- Walusinski O (2019). ژرژ ژیل د لا تورت: فراتر از همنام، زندگینامه . انتشارات دانشگاه آکسفورد.شابک ‎۹۷۸−۰−۱۹−۰۶۳۶۰۳−۶شابک 978-0-19-063603-6